# Oskar Nilsson
Oskar Petrus Nilsson  (Ringarum, Valdemarsvik, Östergötland, 25 de gener de 1897 – Norrköping, 29 de març de 1958) va ser un genet suec que va competir a començaments del segle xx.
El 1920 va prendre part en els Jocs Olímpics d'Anvers, on va disputar dues proves del programa d'hípica. En la prova de figures per equips guanyà la medalla de bronze, mentre en la de figures individual finalitzà en setzena posició.